# 難攻不落
| ウィキペディアには「難攻不落」という見出しの百科事典記事はありません（タイトルに「難攻不落」を含むページの一覧/「難攻不落」で始まるページの一覧）。 代わりにウィクショナリーのページ「難攻不落」が役に立つかもしれません。 |